# Macedonian Open 2024
Il Macedonian Open 2024 è stato un torneo maschile di tennis professionistico. È stata la 2ª edizione del torneo, facente parte della categoria Challenger 75 nell'ambito dell'ATP Challenger Tour 2024, con un montepremi di 73 000 €. Si è giocato dal 20 al 25 maggio 2024 sui campi in terra rossa del Tennis Club Jug di Skopje, in Macedonia del Nord.

## Partecipanti

### Teste di serie
| Nazionalità   | Giocatore              | Ranking* | Testa di serie |
| ------------- | ---------------------- | -------- | -------------- |
| Taipei cinese | Tseng Chun-hsin        | 248      | 1              |
| Turchia       | Ergi Kırkın            | 251      | 2              |
| Italia        | Enrico Dalla Valle     | 255      | 3              |
| Bulgaria      | Dimitar Kuzmanov       | 260      | 4              |
| Polonia       | Maks Kaśnikowski       | 268      | 5              |
| Italia        | Samuel Vincent Ruggeri | 276      | 6              |
| Romania       | Filip Cristian Jianu   | 278      | 7              |
| Belgio        | Gauthier Onclin        | 282      | 8              |

* Ranking al 6 maggio 2024.

### Altri partecipanti
I seguenti giocatori hanno ricevuto una wild card per il tabellone principale:
- Bor Artnak
- Mirza Bašić
- Alexandar Lazarov

Il seguente giocatore è entrato in tabellone con il ranking protetto:
- Nicolás Álvarez Varona

I seguenti giocatori sono entrati in tabellone come alternate:
- Matej Dodig
- Jonáš Forejtek
- Kamil Majchrzak

I seguenti giocatori sono passati dalle qualificazioni:
- Nikoloz Basilašvili
- Johan Nikles
- Sergey Fomin
- Luka Mikrut
- Neil Oberleitner
- Ryan Seggerman

Il seguente giocatore è entrato in tabellone come lucky loser:
- Ryan Nijboer

## Punti e montepremi
| Torneo    | Torneo              | V     | F     | SF    | QF    | 2T    | 1T  | Q | Q2  | Q1  |
| Singolare | Punti               | 75    | 44    | 22    | 12    | 6     | 0   | 4 | 2   | 0   |
| Singolare | Premi in denaro (€) | 9,880 | 5,820 | 3,450 | 2,000 | 1,165 | 720 | – | 360 | 185 |
| Doppio    | Punti               | 75    | 44    | 22    | 12    | –     | 0   | – | –   | –   |
| Doppio    | Premi in denaro (€) | 4,250 | 2,450 | 1,480 | 880   | –     | 500 | – | –   | –   |

## Campioni

### Singolare
Joel Josef Schwärzler ha sconfitto in finale  Kamil Majchrzak con il punteggio di 6–3, 6–3.

### Doppio
Ryan Seggerman /  Patrik Trhac hanno sconfitto in finale  Andrew Paulson /  Patrik Rikl con il punteggio di 6–3, 7–6(4).